# Lista de aeroportos do Brasil por código aeroportuário IATA
Esta é uma lista de códigos aeroportuários IATA de aeroportos do Brasil.

## Região Centro-Oeste
| Estado             | Aeroporto        | Código IATA |
| ------------------ | ---------------- | ----------- |
| Goiás              | Goiânia          | GYN         |
| Goiás              | Rio Verde        | RVD         |
| Goiás              | Caldas Novas     | CLV         |
| Goiás              | Catalão          | TLZ         |
| Distrito Federal   | Brasília         | BSB         |
| Mato Grosso        | Alta Floresta    | AFL         |
| Mato Grosso        | Barra dos Garças | BPG         |
| Mato Grosso        | Cáceres          | CCX         |
| Mato Grosso        | Cuiabá           | CGB         |
| Mato Grosso        | Rondonópolis     | ROO         |
| Mato Grosso        | Tangará da Serra | TGQ         |
| Mato Grosso        | Sinop            | OPS         |
| Mato Grosso        | Sorriso          | SMT         |
| Mato Grosso do Sul | Bonito           | BYO         |
| Mato Grosso do Sul | Cassilândia      | CSS         |
| Mato Grosso do Sul | Campo Grande     | CGR         |
| Mato Grosso do Sul | Corumbá          | CMG         |
| Mato Grosso do Sul | Dourados         | DOU         |
| Mato Grosso do Sul | Paranaíba        | PBB         |
| Mato Grosso do Sul | Ponta Porã       | PMG         |
| Mato Grosso do Sul | Três Lagoas      | TJL         |

## Região Norte
| Estado    | Aeroporto                 | Código IATA |
| --------- | ------------------------- | ----------- |
| Acre      | Cruzeiro do Sul           | CZS         |
| Acre      | Rio Branco                | RBR         |
| Amapá     | Macapá                    | MCP         |
| Amazonas  | Barcelos                  | BAZ         |
| Amazonas  | Boca do Acre              | BCR         |
| Amazonas  | Borba                     | RBB         |
| Amazonas  | Carauari                  | CAF         |
| Amazonas  | Coari                     | CIZ         |
| Amazonas  | Eirunepé                  | ERN         |
| Amazonas  | Fonte Boa                 | FBA         |
| Amazonas  | Humaitá                   | HUW         |
| Amazonas  | Itacoatiara               | ITA         |
| Amazonas  | Lábrea                    | LBR         |
| Amazonas  | Manaus                    | MAO         |
| Amazonas  | Manicoré                  | MNX         |
| Amazonas  | Maués                     | MBZ         |
| Amazonas  | Novo Aripuanã             | NVP         |
| Amazonas  | Parintins                 | PIN         |
| Amazonas  | Santa Isabel do Rio Negro | IRZ         |
| Amazonas  | Santo Antônio do Içá      | IPG         |
| Amazonas  | São Gabriel da Cachoeira  | SJL         |
| Amazonas  | São Paulo de Olivença     | OLC         |
| Amazonas  | Tabatinga                 | TBT         |
| Amazonas  | Tefé                      | TFF         |
| Pará      | Altamira                  | ATM         |
| Pará      | Belém                     | BEL         |
| Pará      | Carajás                   | CKS         |
| Pará      | Itaituba                  | ITB         |
| Pará      | Marabá                    | MAB         |
| Pará      | Santarém                  | STM         |
| Rondônia  | Porto Velho               | PVH         |
| Rondônia  | Ji Paraná                 | JPR         |
| Rondônia  | Cacoal                    | OAL         |
| Rondônia  | Vilhena                   | BVH         |
| Roraima   | Boa Vista                 | BVB         |
| Tocantins | Araguaína                 | AUX         |
| Tocantins | Arraias                   | AAI         |
| Tocantins | Dianópolis                | DNO         |
| Tocantins | Gurupi                    | GRP         |
| Tocantins | Miracema do Tocantins     | NTM         |
| Tocantins | Palmas                    | PMW         |
| Tocantins | Porto Nacional            | PNB         |
| Tocantins | Taguatinga                | QHN         |

## Região Nordeste
| Estado              | Aeroporto            | Código IATA |
| ------------------- | -------------------- | ----------- |
| Alagoas             | Arapiraca            | APQ         |
| Alagoas             | Maceió               | MCZ         |
| Bahia               | Barra                | BQQ         |
| Bahia               | Barreiras            | BRA         |
| Bahia               | Belmonte             | BVM         |
| Bahia               | Bom Jesus da Lapa    | LAZ         |
| Bahia               | Brumado              | BMS         |
| Bahia               | Cairu                | MXQ         |
| Bahia               | Canavieiras          | CNV         |
| Bahia               | Caravelas            | CRQ         |
| Bahia               | Feira de Santana     | FEC         |
| Bahia               | Guanambi             | GNM         |
| Bahia               | Ilhéus               | IOS         |
| Bahia               | Ipiaú                | IPU         |
| Bahia               | Irecê                | IRE         |
| Bahia               | Itabuna              | ITN         |
| Bahia               | Ituberá              | ITE         |
| Bahia               | Jacobina             | JCM         |
| Bahia               | Jequié               | JEQ         |
| Bahia               | Lençóis              | LEC         |
| Bahia               | Maraú                | MUU         |
| Bahia               | Mucugê               | CHD         |
| Bahia               | Mucuri               | MVS         |
| Bahia               | Paulo Afonso         | PAV         |
| Bahia               | Prado                | PDF         |
| Bahia               | Porto Seguro         | BPS         |
| Bahia               | Salvador             | SSA         |
| Bahia               | Teixeira de Freitas  | TXF         |
| Bahia               | Una                  | UNA         |
| Bahia               | Valença              | VAL         |
| Bahia               | Vitória da Conquista | VDC         |
| Ceará               | Aracati              | ARX         |
| Ceará               | Camocim              | CMC         |
| Ceará               | Fortaleza            | FOR         |
| Ceará               | Jericoacoara         | JJD         |
| Ceará               | Juazeiro do Norte    | JDO         |
| Maranhão            | Balsas               | BSS         |
| Maranhão            | Barreirinhas         | BRB         |
| Maranhão            | Imperatriz           | IMP         |
| Maranhão            | Pinheiro             | PHI         |
| Maranhão            | São Luís             | SLZ         |
| Paraíba             | Campina Grande       | CPV         |
| Paraíba             | João Pessoa          | JPA         |
| Pernambuco          | Caruaru              | CAU         |
| Pernambuco          | Fernando de Noronha  | FEN         |
| Pernambuco          | Petrolina            | PNZ         |
| Pernambuco          | Recife               | REC         |
| Pernambuco          | Serra Talhada        | SET         |
| Piauí               | Floriano             | FLB         |
| Piauí               | Guadalupe            | GDP         |
| Piauí               | Parnaíba             | PHB         |
| Piauí               | Picos                | PCS         |
| Piauí               | Teresina             | THE         |
| Rio Grande do Norte | Mossoró              | MVF         |
| Rio Grande do Norte | Natal                | NAT         |
| Sergipe             | Aracaju              | AJU         |

## Região Sudeste
| Estado         | Aeroporto               | Código IATA |
| -------------- | ----------------------- | ----------- |
| Espírito Santo | Vitória                 | VIX         |
| Espírito Santo | Cachoeiro de Itapemirim | CDI         |
| Espírito Santo | Guarapari               | GUZ         |
| Espírito Santo | São Mateus              | SBJ         |
| Minas Gerais   | Barbacena               | QAK         |
| Minas Gerais   | Patos de Minas          | POJ         |
| Minas Gerais   | Confins                 | CNF         |
| Minas Gerais   | Divinópolis             | DIQ         |
| Minas Gerais   | Governador Valadares    | GVR         |
| Minas Gerais   | Juiz de Fora            | JDF         |
| Minas Gerais   | Montes Claros           | MOC         |
| Minas Gerais   | Pampulha                | PLU         |
| Minas Gerais   | Poços de Caldas         | POO         |
| Minas Gerais   | São João del-Rei        | JDR         |
| Minas Gerais   | Uberlândia              | UDI         |
| Minas Gerais   | Uberaba                 | UBA         |
| Minas Gerais   | Zona da Mata            | IZA         |
| Rio de Janeiro | Bartolomeu de Gusmão    | SNZ         |
| Rio de Janeiro | Campos dos Goytacazes   | CAW         |
| Rio de Janeiro | Cabo Frio               | CFB         |
| Rio de Janeiro | Galeão                  | GIG         |
| Rio de Janeiro | Itaperuna               | ITP         |
| Rio de Janeiro | Macaé                   | MEA         |
| Rio de Janeiro | Resende                 | QRZ         |
| Rio de Janeiro | Santos Dumont           | SDU         |
| São Paulo      | Araçatuba               | ARU         |
| São Paulo      | Araraquara              | AQA         |
| São Paulo      | Assis                   | AIF         |
| São Paulo      | Avaré/Arandu            | QVP         |
| São Paulo      | Barretos                | BAT         |
| São Paulo      | Bauru/Arealva           | JTC         |
| São Paulo      | Botucatu                | QCP         |
| São Paulo      | Bragança Paulista       | BJP         |
| São Paulo      | Campo de Marte          | RTE         |
| São Paulo      | Campo dos Amarais       | CPQ         |
| São Paulo      | Congonhas               | CGH         |
| São Paulo      | Dracena                 | QDC         |
| São Paulo      | Guaratinguetá           | GUJ         |
| São Paulo      | Guarulhos               | GRU         |
| São Paulo      | Franca                  | FRC         |
| São Paulo      | Jundiaí                 | QDV         |
| São Paulo      | Lençóis Paulista        | QGC         |
| São Paulo      | Lins                    | LIP         |
| São Paulo      | Marília                 | MII         |
| São Paulo      | Ourinhos                | OUS         |
| São Paulo      | Piracicaba              | QHB         |
| São Paulo      | Presidente Prudente     | PPB         |
| São Paulo      | Ribeirão Preto          | RAO         |
| São Paulo      | São Carlos              | QSC         |
| São Paulo      | São José do Rio Preto   | SJP         |
| São Paulo      | São José dos Campos     | SJK         |
| São Paulo      | Sorocaba                | SOD         |
| São Paulo      | Ubatuba                 | UBT         |
| São Paulo      | Viracopos               | VCP         |
| São Paulo      | Votuporanga             | VOT         |

## Região Sul
| Estado            | Aeroporto     | Código IATA |
| ----------------- | ------------- | ----------- |
| Paraná            | Cascavel      | CAC         |
| Paraná            | Curitiba      | CWB         |
| Paraná            | Foz do Iguaçu | IGU         |
| Paraná            | Londrina      | LDB         |
| Paraná            | Maringá       | MGF         |
| Paraná            | Ponta Grossa  | PGZ         |
| Paraná            | Umuarama      | UMU         |
| Paraná            | Pato Branco   | PTO         |
| Rio Grande do Sul | Bagé          | BGX         |
| Rio Grande do Sul | Caxias do Sul | CXJ         |
| Rio Grande do Sul | Passo Fundo   | PFB         |
| Rio Grande do Sul | Porto Alegre  | POA         |
| Rio Grande do Sul | Santa Maria   | RIA         |
| Rio Grande do Sul | Uruguaiana    | URG         |
| Santa Catarina    | Blumenau      | BNU         |
| Santa Catarina    | Chapecó       | XAP         |
| Santa Catarina    | Forquilhinha  | CCM         |
| Santa Catarina    | Florianópolis | FLN         |
| Santa Catarina    | Jaguaruna     | JJG         |
| Santa Catarina    | Joaçaba       | JCB         |
| Santa Catarina    | Joinville     | JOI         |
| Santa Catarina    | Lages         | LAJ         |
| Santa Catarina    | Navegantes    | NVT         |

- «Aeroportos Infraero»